# لويس الثاني عشر
لويس الثاني عشر (بالفرنسية: Louis XII)‏ (27 يونيو 1462 - 1 يناير 1515) يلقب أيضاً «أب الشعب». كان ملكاً على فرنسا والعاهل الوحيد من فرع فالوا اورليان من عائلة فالوا. حكم من 1498 إلى 1515 واتبع سياسة خارجية نشطة للغاية.

## حياته الأولى
ولد لويس في 27 يونيو 1462، في شاتو دو بلوا، تورين في إقليم وار وشير (إقليم فرنسي). هو نجل تشارلز، دوك دورليان وماري من كلفس. نجح والده ليصبح دوق أورليانز في العام 1465.
في 1480 لويس كان ضالعا في ما يسمى بالحرب المجنونة ضد السلطة الحاكمة. المتحالفة مع فرانسيس الثاني، دوق بريتاني حيث واجه الجيش الملكي في معركة سان اوبين دو كورمييه، لكنه هزم وأسر.

## السياسات الداخلية والخارجية
على الرغم من انه جاء في وقت متأخر (وبشكل غير متوقع) إلى السلطة، وعمل لويس بقوة، وأصلح النظام القانوني الفرنسي، وقام بتخفيض الضرائب وتحسين الحكومة. وكان أيضا ماهر في إدارة طبقة النبلاء، بما في ذلك قوي بوربون، الذي قال انه ساهم بشكل كبير في تحقيق الاستقرار للحكومة الفرنسية. في مرسوم من بلوا من 1499 والصادر في ليون من 1510، كما عزز من صلاحيات القضاة وبذل الجهود للحد من الفساد في القانون .
في محاولة للسيطرة على دوقية ميلانو، الذي كان لديه حق في المطالبة من عمته جدة فالنتينا فيسكونتي، شرع لويس في حملات عدة في إيطاليا . في الحرب الإيطالية من 1499 - 1504 ، وقال انه حصل بنجاح على ميلان في عام 1499 من عدوه، لودوفيكو سفورزا، وأنها لا تزال معقلا فرنسيا لمدة اثني عشر عاما. وجاءت أكبر نجاح له في كتابه حرب مع البندقية ، مع الانتصار في معركة Agnadello في عام 1509.
وأصبحت الأمور أكثر صعوبة بالنسبة له من العام 1510 فصاعدا، وخصوصا بعد يوليوس الثاني، ومحارب البابا العظيم الذي سيطر على الفاتيكان وشكلت «جامعة القدس» لمعارضة الطموحات الفرنسية في إيطاليا. طردوا في نهاية المطاف من ميلانو في العام 1513 .
سعي لويس أيضا بالمطالبة بمملكة نابولي مع فرديناند الثاني، وملك اراغون من بيت Trastámara . اتفقا على تقسيم نابولي في معاهدة غرناطة 1500، ولكنها في نهاية المطاف انتهت حالة الحرب على شروط التقسيم، وبحلول عام 1504 كانت فرنسا قد فقدت حصتها من نابولي.

## الزواج
في 1476، كان للويس الحادي عشر (ال «الملك العنكبوت»)ابنه اضطر لويس (ابن عمه الثاني) على الزواج منها(1464-1505).
ونجح لويس الحادي عشر من قبل تشارلز الثامن الذي توفي بدون أطفال في 1498، وخلفه لويس الثاني عشر. وقد تزوج تشارلز إلى آن، دوقة بريتاني (1477-1514)، لتوحيد السيادية الدوقية بريتاني مع مملكة فرنسا. للحفاظ على هذا الاتحاد، وكان لويس قد ألغى زواجه من جوان ليتمكن من الزواج من آن، التي أصبحت أرملة.
كانت حجة لويس في فسخ عقد زواجه أنه باطل لصلة القرابة بينهم (وهي حجة العامة في ذلك العصر لإلغاء الزواج) وهو ما كان يسهل الاقتناع بها لتداخل الأنساب في ذلك الوقت وما لم يكن متوقعه لويس هو رفع دعوي من قبل جوان التي أكدت أنه ليس هناك دليل واحد علي ثبوت قرابتها للويس مما يلغي الزواج وهناك تطرق لويس لأسباب أخرى مختلفه كأنه كان عمره دون السن القانوني (14عاما) وأن عمره كان يتراوح ما بي 11 و13 عاما فقط وردت جوان بأنها كان يمارس معها العلاقة الزوجية بصورة طبيعية مما يؤكد أنه لم يكن طفلا في الحادية عشرة سنه فقط ولكن لويس إدعى أن ه كان يقوم بذلك بفعل السحر الذي كانت تمارسة زوجتة معه.
كانت البابوية طرفا محايدا وكانت حجة لويس ضعيفة جدا في مقابل حجج جوان وكان من السهل الحكم لصالح جوان ولكنألغى الزواج استنادا إلى أن لويس تزوج رغما عنه من قبل والد جوان الملك لويس الحادي عشر وبعدها لجأت جوان للدير وأصبحت راهبة.

## وفاته
توفي لويس في 1من يناير 1515، ودفن في كاتدرائية القديس دنيس، وخلفه ابن ابن عمه الأول، فرانسيس الأول.

## معرض صور

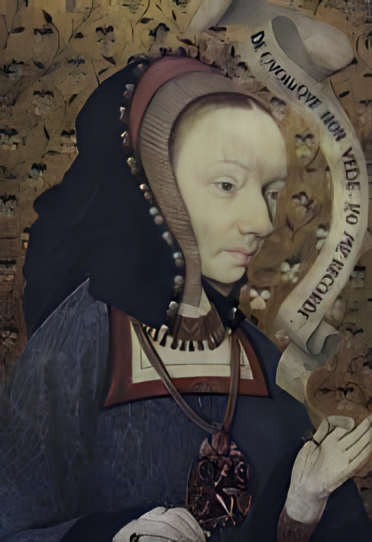
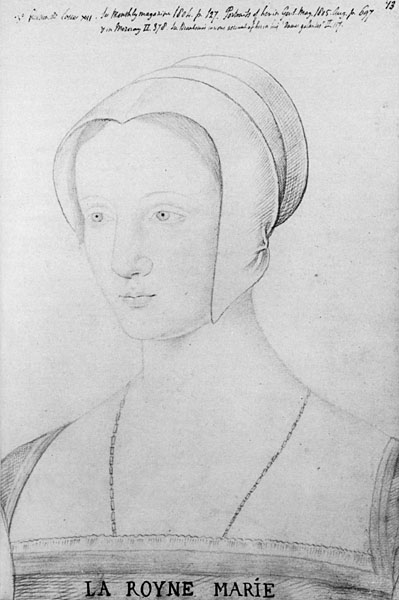
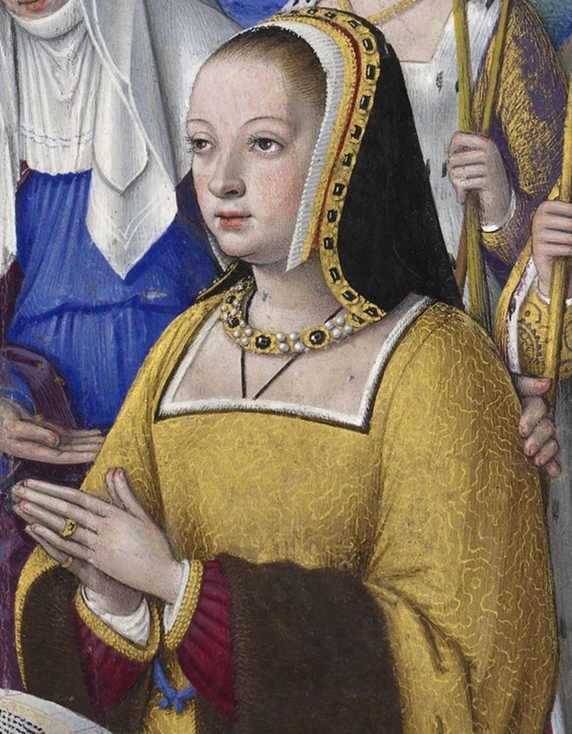

## روابط خارجية
- لويس الثاني عشر على موقع الموسوعة البريطانية (الإنجليزية)
- لويس الثاني عشر على موقع إن إن دي بي (الإنجليزية)